# Vologa
Vologa – wieś w Słowenii, w gminie Vransko. W 2018 roku liczyła 43 mieszkańców.